# الرحبة (أحور)

تعديل مصدري - تعديل

الرحبة هي إحدى قرى عزلة أحور بمديرية أحور التابعة لمحافظة أبين، بلغ تعداد سكانها 182 نسمة حسب تعداد اليمن لعام 2004.